# McDermott & McGough
McDermott & McGough je dvojice americký fotografů a malířů, kterou tvoří David McDermott (* 1952 Hollywood) a Peter McGough (* 1958 Syracuse). Oba studovali na Syracuské univerzitě, ale poprvé se setkali až v New Yorku o několik let později. Ve své fotografické tvorbě využívají různé historické techniky, jako jsou kyanotypie a gumotisk. Zachycují témata, jako jsou populární umění a kultura, náboženství, medicína, reklama, móda a sexuální chování. Svá díla dvojice vystavovala například v newyorském Novém muzeu, v Muzeu amerického umění Whitneyové či v pařížském Centre Georges Pompidou.